# Беляков, Александр Семёнович
Алекса́ндр Семёнович Беляко́в (род. 20 мая 1945, Сортавала) — российский государственный, политический и хозяйственный деятель, заместитель председателя правления Россельхозбанка (с 2006 года).

## Биография
Александр Семёнович Беляков родился 20 мая 1945 года в городе Сортавала Сортавальского района Карело-Финской ССР, ныне город — административный центр того же района Республики Карелия.
- В 1963 году окончил Петрозаводский железнодорожный техникум
- В 1979 году окончил Ленинградский сельскохозяйственный институт по специальности «инженер-механик»
- В 1979 был направлен по распределению на освоение Синявского птицекомплекса Ленинградской области
- С 1980 — директор птицефабрики «Заводская» Ленинградской области
- В 1984—1990 годах — директор птицефабрики в Выборгском районе Ленинградской области. Член КПСС (до августа 1991).
- В 1990 году стал депутатом и заместителем председателя Леноблсовета
- В 1991 году назначен на должность главы администрации Ленинградской области
- Член Совета Федерации Федерального Собрания Российской Федерации первого (был членом Комитета СФ ВС РФ по бюджету, финансовому, валютному и кредитному регулированию, денежной эмиссии, налоговой политике и таможенному регулированию) и второго созывов
- В 1996 выставлял свою кандидатуру на выборах губернатора Ленинградской области, однако проиграл их
- С декабря 1996 года по апрель 1997 года — статс-секретарь — заместитель министра сельского хозяйства и продовольствия Российской Федерации
- С мая 1997 года по 1998 год — директор Северо-Западного территориального управления банка «СБС-Агро»
- С июля 1998 года — генеральный директор ОАО «Петродворцовый часовой завод».
- В 1999—2005 годах — депутат, председатель Комитета по природным ресурсам и природопользованию Государственной Думы
- в апреле 2005 года сложил полномочия депутата госдумы, мандат был передан Константину Шипунову.
- В 2005—2006 годах — аудитор Счётной палаты Российской Федерации, занимался вопросами контроля за учётом, приватизацией и управлением государственной собственностью.
- С 2006 года — заместитель председателя правления Россельхозбанка
- Председатель совета директоров закрытого акционерного общества «Вартемяки».

## Семья
- Жена — Антонина Борисовна
- Сын — фермер
- Дочь — бухгалтер
- 5 внучек

## Награды и звания
- Орден «За заслуги перед Отечеством» IV степени
- Орден Почёта (26 июня 1995) — за заслуги перед государством, успехи, достигнутые в труде, большой вклад в укрепление дружбы, сотрудничества между народами и самоотверженные действия при спасении погибавших[1]
- Благодарность Президента Российской Федерации (12 августа 1996 года) — за активное участие в организации и проведении выборной кампании Президента Российской Федерации в 1996 году[2]
- Почётный гражданин Ленинградской области, 2021 год[3]
- Капитан запаса